# James M. Cox

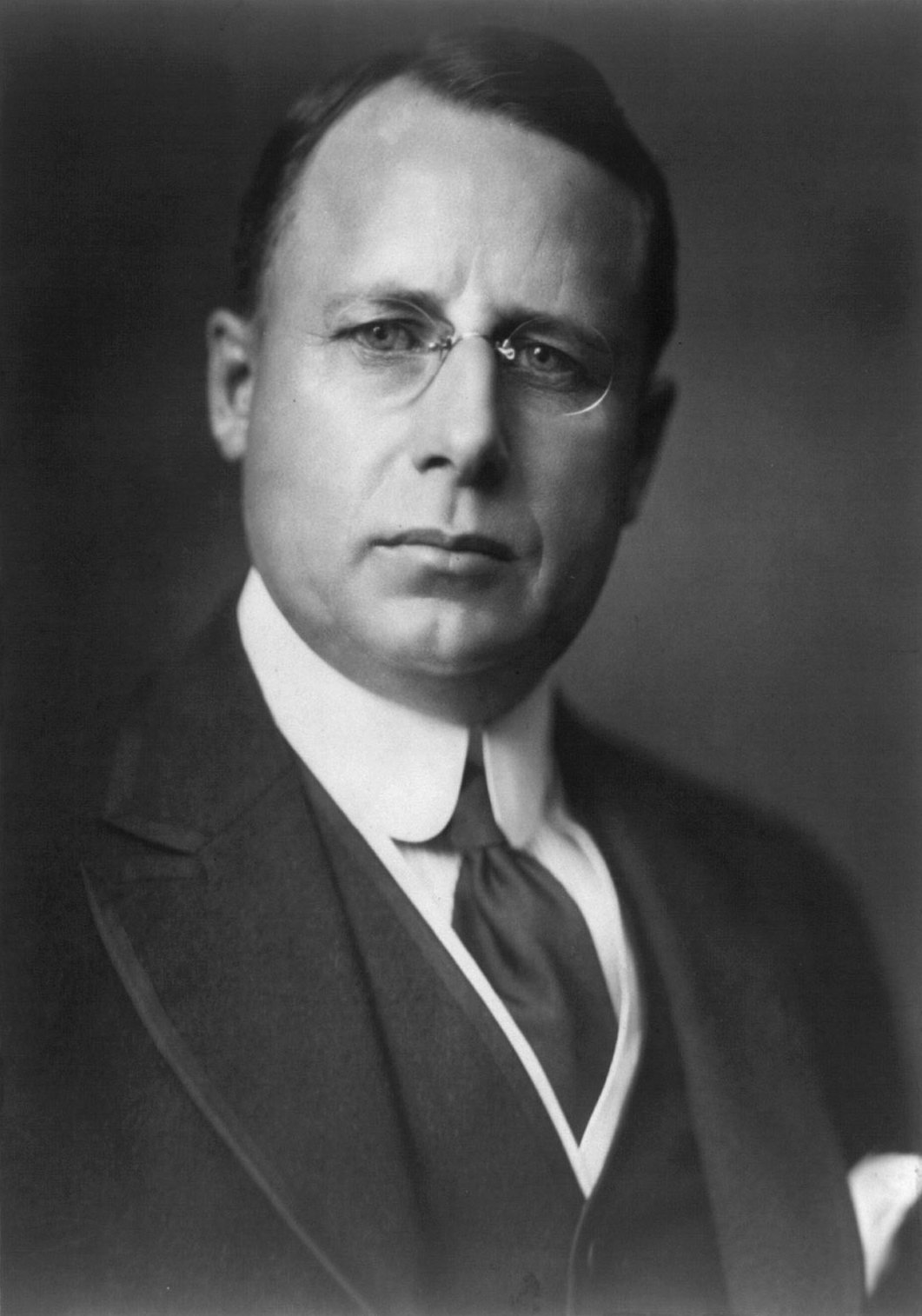
James M. Cox (um 1920)

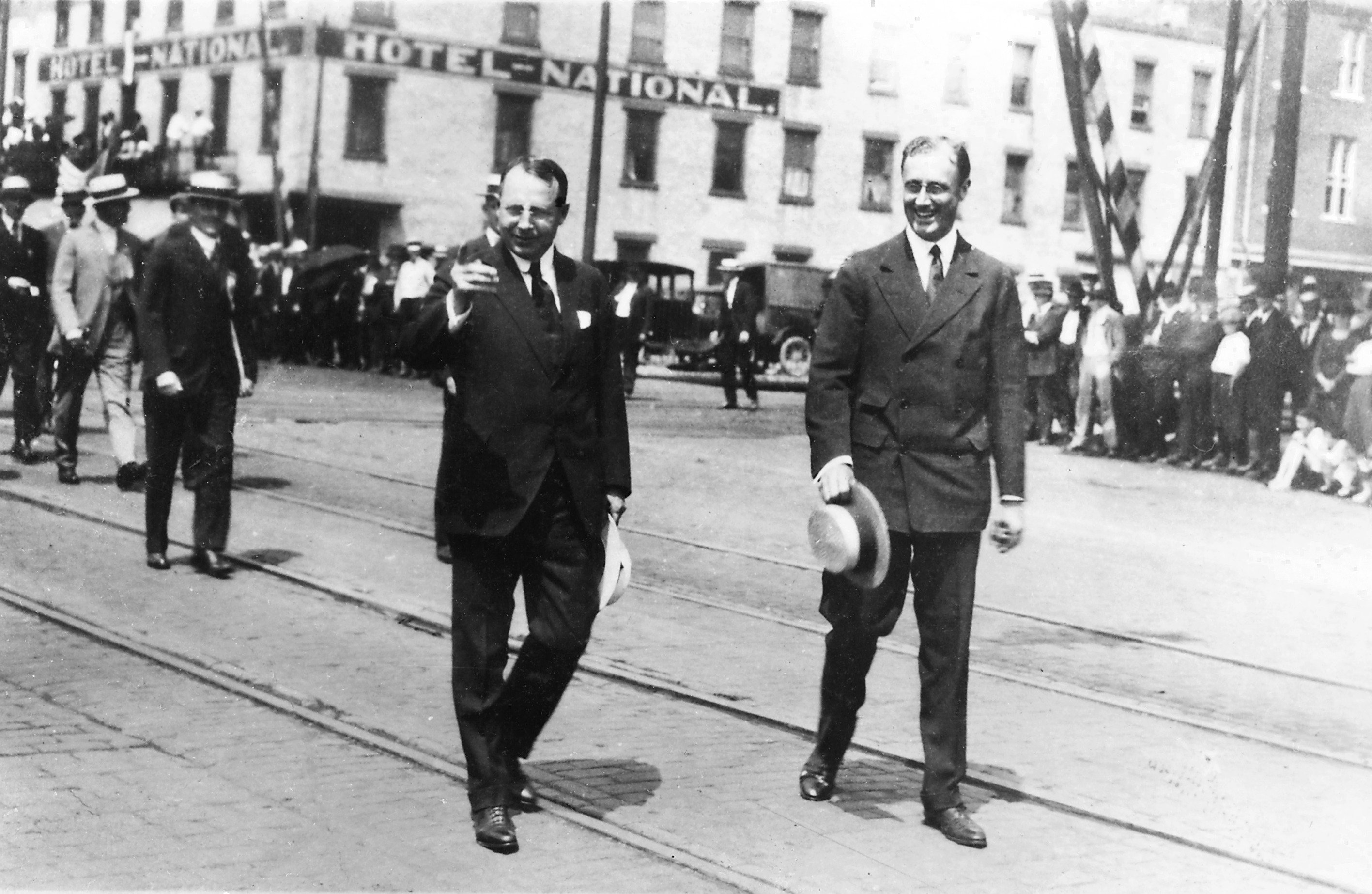
Cox (links) bei einem Wahlkampfauftritt mit Franklin D. Roosevelt in Dayton, Ohio im August 1920

James Middleton Cox  (* 31. März 1870 in Jacksonburg, Butler County, Ohio; † 15. Juli 1957 in Kettering, Ohio) war ein US-amerikanischer Politiker, im Jahr 1920 Präsidentschaftskandidat der Demokraten und von 1913 bis 1915 sowie von 1917 bis 1921 Gouverneur des Bundesstaates Ohio.

## Biografie
Cox wurde in dem kleinen Ort Jacksonburg im Butler County geboren. Im Verlaufe seines Lebens übte er eine ganze Reihe von Berufen aus. So wurde er als Lehrer, Reporter, Eigentümer und Herausgeber verschiedener Tageszeitungen und als Sekretär des Kongressabgeordneten Paul J. Sorg tätig.
Von 1909 bis 1913 saß Cox als Vertreter Ohios im US-Repräsentantenhaus. Von diesem Amt trat er zurück, als er 1913 erstmals zum Gouverneur von Ohio gewählt wurde. Das Amt des Gouverneurs übte er von 1913 bis 1915 über eine Amtszeit und dann noch einmal von 1917 bis 1921 über zwei Wahlperioden aus. Als fähiger und beliebter Reformer wurde er von den Demokraten als Kandidat für die Präsidentschaftswahl von 1920 nominiert. Sein Running Mate für das Amt des Vizepräsidenten war der spätere Präsident Franklin D. Roosevelt. Im Wahlkampf sprach sich Cox für die Beibehaltung der internationalistischen Politik Woodrow Wilsons aus und war für den Beitritt der Vereinigten Staaten zum Völkerbund. In einer Wahlkampfrede hielt Cox den Republikanern vor, dass sie den vom demokratischen Präsidenten Wilson herbeigeführten Eintritt der USA in den Ersten Weltkrieg, mit dem die zivilisierte Welt gerettet worden sei, nicht zu würdigen wüssten. Innenpolitisch stand er für einen am Progressivismus orientierten Kurs.
Am Wahltag, dem 2. November 1920, unterlag Cox jedoch dem republikanischen Kandidaten Warren G. Harding, einem gleichfalls aus Ohio stammenden US-Senator. Für Cox hatten sich lediglich rund 34 Prozent der amerikanischen Wähler ausgesprochen, während Harding über 60 Prozent auf sich vereinte. Auch im Electoral College war das Ergebnis mit 404 zu 127 deutlich. In der Öffentlichkeit kam Hardings Aufruf zur Rückkehr zur Normalität nach den unruhigen Jahren der Präsidentschaft Wilsons besser an als das Programm von Cox.
Cox war Herausgeber der Dayton Daily News in Dayton, Ohio. Der Konferenzraum der Redaktion dieser Zeitung wird daher bis heute als Gouverneursbibliothek bezeichnet. Ferner ist der Dayton International Airport zu seinen Ehren nach ihm benannt worden.
In den 1930er- und 1940er-Jahren unterstützte er die Politik Franklin D. Roosevelts und engagierte sich in dessen Wahlkämpfen für seinen einstigen Running Mate. Außerhalb der Politik gelang Cox die Errichtung des großen Medienunternehmens Cox Enterprises. Im Dezember 1939 erwarb er den Atlanta Georgian und das Atlanta Journal sowie eine Radiostation in Georgia. Da er zu diesem Zeitpunkt bereits Radiostationen in Dayton und Miami, Florida besaß, verfügte er nun über Radiofrequenzen von den Großen Seen im Norden bis an die Südgrenze der Vereinigten Staaten.
Cox verstarb am 15. Juli 1957 in seinem Haus in Kettering, Ohio und wurde in Dayton beigesetzt. Er hatte sieben Kinder. Seine Töchter Anne Cox Chambers (gestorben 2020) und Barbara Cox Anthony (gestorben 2007) waren Hauptanteilseignerinnen von Cox Enterprises. Zusammen hielten sie 98 Prozent der Anteile am Unternehmen mit Hauptsitz in Atlanta, Georgia.